# Chromium
Cet article concerne le navigateur. Pour le système d’exploitation, voir Chromium OS.
Chromium est un navigateur web libre développé par l’organisation Chromium Project créée par Google en 2008. Chromium sert de base à plusieurs autres navigateurs, dont certains open-source (Brave…) et d'autres propriétaires (Vivaldi Browser, Google Chrome, SRWare Iron, Yandex Browser, Opera et Opera GX, Microsoft Edge, Arc).
Le moteur de rendu de Chromium est Blink, qui remplace WebKit depuis avril 2013. Des versions GNU/Linux, Mac OS X et Windows existent, et il prend en charge les extensions de Chrome.
Sur le même principe, le système d'exploitation libre Chromium OS est un projet compatible avec Google Chrome OS.

## Différences avec Google Chrome
Chromium est un projet de développement du navigateur Web du même nom démarré par Google. Certains utilisateurs préfèrent Chromium à Google Chrome car ils jugent inutiles ou néfastes les apports de Google Chrome par rapport à Chromium. Iridium part de ce constat et constitue une version « dégooglisée » de Chromium.
Pour générer Google Chrome, Google utilise le code source de Chromium et y ajoute les fonctionnalités suivantes, non libres :
- mise à jour automatique via GoogleUpdate ;
- Widevine
- synchronisation du navigateur avec un compte Google
- option d'envoi des statistiques d'utilisations et rapports d'erreurs à Google ;
- dans certains cas[11], une fonctionnalités de pistage appelées RLZ ;
- prise en charge des codecs propriétaires H.264, AAC et MP3 (Chromium prend en charge par défaut uniquement les codecs libres Vorbis, Theora et WebM).
- les performances dans les benchmarks sont légèrement supérieures

## Licences
Chromium est en majeure partie sous licence BSD (de nombreuses parties du programme sont sous d'autres licences libres) alors que Google Chrome est distribué sous une licence propriétaire.

## Autres navigateurs fondés sur Chromium
En dehors de Google Chrome, les autres navigateurs ci-dessous sont aussi fondés sur Chromium : 
- Adventurer
- Amazon Silk
- Arc
- Aspen (avast)
- Avast
- Avira Scout
- Brave
- Cent Browser
- Chromodo[14]
- Coc Coc
- Comodo Dragon (en)
- Duck Duck Go
- Ecosia
- Edge
- Epic
- Falkon
- Iridium Browser[9]
- Iron
- Kiwi Browser
- Konqueror
- Lilo Browser
- Maxthon
- Microsoft Edge (depuis la version 80.0.361.111)[15]
- Naver Whale
- Opera (depuis la version 15[16])
- Otter
- Puffin
- Qute
- RockMelt
- Samsung internet
- Sleipnir
- Slimjet
- SRWare Iron
- Supermium[17]
- UC Browser
- ungoogled-chromium[18]
- UR
- Vivaldi[19]
- Yandex Browser